# Philippe Henri Coclers van Wyck
Pour les articles homonymes, voir Wyck (homonymie) et Coclers.
Philippe-Henri Coclers, né le 29 juin 1738 à Liège et mort en 1804 à Marseille, est un peintre du XVIIIe siècle, actif à Liège, à Rome, en Hollande et à Paris.

## Biographie
Philippe-Henri Coclers est le fils du peintre Jean-Baptiste Coclers, qui lui donne sa première formation. Il est le frère aîné du peintre Louis-Bernard Coclers.

## Œuvres
- Musée des Arts décoratifs, de la Faïence et de la Mode :

Portrait de Louis-Joseph Denis Borély
- Musée des Beaux-Arts de Marseille : Autoportrait.